# Filmbüro Nordrhein-Westfalen
Das Filmbüro Nordrhein-Westfalen (Filmbüro NW) ist ein gemeinnütziger eingetragener Verein mit dem Ziel, die Filmkultur in Nordrhein-Westfalen zu fördern. Das Filmbüro NW existiert seit 1980 und hat seinen Sitz in Köln (bis Ende 2008 in Mülheim an der Ruhr).

## Vereinsstruktur
Der Verein hat derzeit ca. 200 Mitglieder: Filmemacher, Produzenten, Regisseure, Filmjournalisten, Filmeditoren, Drehbuchautoren, Kameraleute, Verleiher, Kulturförderer und andere. Die Mitgliederversammlung als oberstes Organ wählt jährlich einen siebenköpfigen Vorstand, der den Verein vertritt. Dieser Vorstand besteht aus Torsten Reglin, Anna Ditges, Melanie Andernach, Christian Fürst, Bettina Braun, Stefan Höh und Markus Sehr (Stand: November 2017). Mitglied werden kann jeder Filmschaffende, der die Ziele des Vereins unterstützen will.
Derzeit (Stand: Dezember 2021) wird das Filmbüro NW durch die Geschäftsleiterin Sonja Hofmann geleitet.

## Filmförderung
Das Filmbüro NW wählt die Gremienmitglieder für die kulturelle Filmförderung des Landes Nordrhein-Westfalen (2007 und 2008: ca. 1,5 Mio. Euro) in der Filmstiftung Nordrhein-Westfalen aus. Dieses seit über zwanzig Jahren praktizierte Verfahren funktioniert folgendermaßen: Für jede der drei Produktions- und Vertriebssitzungen im Jahr wird ein neues Gremium aus drei professionellen Fachleuten aus der Filmbranche zusammengestellt, die in den letzten Jahren nicht am Gremium teilgenommen haben dürfen und im laufenden Fördertermin keinen Antrag eingereicht haben. Die drei Filmschaffenden sollten aus unterschiedlichen Berufsgruppen (z. B. Produzent, Regisseur und Dokumentarfilmer oder – für Vertrieb – Verleiher, Kinobetreiber und Vertreter aus filmkulturellen Organisationen) stammen, nicht eng miteinander verbunden sein, verschiedene Geschlechter haben und nicht vollständig aus Nordrhein-Westfalen stammen. Durch diese Methodik soll gewährleistet werden, dass die Förderungsanträge ausschließlich nach künstlerisch-inhaltlicher Qualität und kultureller Relevanz bewertet werden. Da jeder Einreicher die Möglichkeit hat, sein Projekt zweimal einzureichen, ist er zudem nicht von der Personenkonstellation eines Fördergremiums abhängig. Kontinuität und minutiöse Kenntnis der nordrhein-westfälischen Filmbranche sollen durch die Betreuer des Gremiums aus der Filmstiftung gewährleistet werden.
Darüber hinaus existiert bei der Filmstiftung ein aus dem Filmbüro übernommener „Aktueller Topf“ für dringende Fördermaßnahmen, der auch über das Filmbüro NW zum Vorschlag kommen kann.
Sämtliche Unterlagen zur Förderungseinreichung in der kulturellen Filmförderung finden sich unter der „Produktion 2“ in der Filmstiftung Nordrhein-Westfalen, die die Förderart seit 2002 finanziell und organisatorisch betreut.
Bei der neu geschaffenen Nachwuchsförderung in der Filmstiftung konnten einige inhaltliche Regelungen durch den Vorstand positiv beeinflusst werden. Nachwuchsanträge können jedoch auch weiterhin an das Gremium Produktion 2 gestellt werden.

## Vernetzung
Das Filmbüro vertritt seine Mitglieder film- und medienpolitisch in Land und Bund. Das Filmbüro verfügt über je einen Sitz in der Landesmedienanstalt (LfM) und im Rundfunkrat des Westdeutschen Rundfunks (WDR), der gemeinsam mit den beiden anderen Filmverbänden in NRW – dem Produzentenverband und dem VFFV – wahrgenommen wird. Das Filmbüro vertritt des Weiteren zurzeit über seinen Vorsitzenden die Sektion Medien und Film im Vorstand des Kulturrats NRW, der sich unter der Leitung von Bundesminister a. D. Gerhart Baum als wichtiges Sprachrohr in der nordrhein-westfälischen Kulturpolitik entwickelt hat. Zudem ist das Filmbüro am „Runden Tisch“ vertreten, der mit der Landesregierung aktuelle Thematiken der Medienlandschaft NRW bespricht. Mit dem Netzwerk Filmkultur NRW, das vor allem Festivals und Filmwerkstätten des Landes vertritt, besteht ein reger Austausch. Auf Bundesebene gehört das Filmbüro der Bundesvereinigung des Deutschen Films (BuFi), dem Dachverband aller Filmkulturellen, an.
Das Filmbüro verfügt im Landesarchiv Nordrhein-Westfalen über ein umfangreiches Archiv aus 22 Jahren selbständiger Fördertätigkeit. Die selbständige Fördertätigkeit wurde 2002 auf Betreiben der damaligen Landesregierung beendet.

## Veranstaltungen
Zusätzlich führt das Filmbüro seit 2006 Veranstaltungen zu aktuellen Medienthemen durch, die das Spannungsfeld zwischen der Autonomie des Filmschaffens und den Erfordernissen und Bedürfnissen des Marktes thematisieren. So fand im April 2006 eine Veranstaltung zum Themenkomplex „Fernsehen der Zukunft? Handy-TV, IPTV und weitere neue Distributionsformen“ in Zusammenarbeit mit der Kunsthochschule für Medien Köln (KHM) statt. Am 3. November 2006 folgte das Symposium „Kontinuierlich Filme machen – wie geht das?“. Am 3. Dezember 2007 diskutierte das Filmbüro im Rahmen des Panels „Die dämonische Leinwand“ über das Fantastische Kino.
Zudem führt die Dokumentarfilminitiative (dfi) im Filmbüro NW Veranstaltungen wie Workshops, Filmreihen und Symposien zum Thema dokumentarisches Filmen durch und fungiert als Herausgeber einer eigenen Buchreihe zum Dokumentarfilm.

## Schriften
- Gisela Hundertmark: Filmförderung in Selbstverwaltung. Die kulturelle Filmförderung des Landes Nordrhein-Westfalen. Mülheim/Ruhr: Filmbüro NW, 1988.
- Christian Fürst, Marcus Seibert (Hrsg.): Achtung, Achtung, hier spricht das Filmbüro! 42 Jahre unabhängiger Film. Filmbüro NW, Köln 2022, ISBN 978-3-910298-01-9.